# ألبرت هيريك
ألبرت هيريك هو محامي وسياسي أمريكي، ولد في 21 أكتوبر 1785 في لويستون في الولايات المتحدة، وتوفي بنفس المكان في 7 مايو 1839. انتخب عضو مجلس ولاية مين ‏ وانتخب عضو مجلس نواب ماساتشوستس ‏ وانتخب عضو مجلس النواب الأمريكي.